# リミテッド
リミテッドは、吉本興業に所属していたお笑いコンビ。1992年4月、高校の同級生だった陣内智則と西口圭が結成。1995年9月に解散。

## メンバー
陣内 智則（じんない とものり、1974年2月22日 - ）
ツッコミ担当。兵庫県加古川市出身。NSC大阪11期生。現在はピン芸人として活躍中。
西口 圭（にしぐち けい、1973年6月27日 - ）
ボケ担当。兵庫県加古川市出身。NSC大阪11期生。2007年2月現在、運送会社の東関東地区マネージャーをしている（『ジャイケルマクソン』2007年2月1日放送分より）。

## エピソード
- 心斎橋筋2丁目劇場を中心に活動していたが、「2丁目劇場で一番おもんないコンビ」と言われた。また、「見ると不幸になる」などと揶揄されていて、翌日には見に来た客からの苦情の手紙や電話が殺到したという[1]。
- 営業で松口VS小林と一度だけネタを入れ替えてやった事がある。その時に見ていた会社のお偉いさんから「ネタはおもろいけどしゃべりが下手」と言われ、その時に解散を考えた[2]。ちなみに松口VS小林は「逆にしゃべり上手いけど、ネタあかんわ」と言われた。
- 2006年『ジャイケルマクソン』の陣内智則芸歴14周年企画で、11年ぶりに漫才を披露した。

## 同期芸人
陣内、西口ともに大阪NSC11期生と同期である。
- 中川家
- ハリガネロック
- ケンドーコバヤシ（元松口VS小林、モストデンジャラスコンビ）
- たむらけんじ（元LaLaLa）
- トクトコ（旧名トクトミトコナミ）
- 原田専門家（現在は映像作家。陣内智則がネタで使用する映像などを手がけている。）
- たいぞう
- 烏川耕一
- ルート33・堂土貴（増田は2期後輩）
- 村越周司（元モストデンジャラスコンビ）